# 新潟青陵大学短期大学部
新潟青陵大学短期大学部（にいがたせいりょうだいがくたんきだいがくぶ、英語: Niigata Seiryo University Junior College）は、新潟県新潟市中央区水道町1丁目5939番地に本部を置く日本の私立大学。1900年創立、1965年大学設置。大学の略称は青陵、NSUJC。

## 概要

### 大学全体
- 新潟県新潟市中央区に所在する日本の私立短期大学で、設置主体は学校法人新潟青陵学園[1]。
- 1965年に新潟青陵女子短期大学として開学。当初は1学科体制だったが、程なくして2学科体制となる。1996年度より4学科体制、2000年度より3学科、2004年度より2学科と再び縮小され、現在に至る。

### 建学の精神（校訓・理念・学是）
- 「新潟青陵学園」は、帝国婦人協会創設者の下田歌子の思想に共鳴した新潟支会の婦女が、1900年に設立した「裁縫伝習所」から始まる。下田が唱えた「日進の学理を応用し勉めて現今の社会に適応すべき実学を教授する」は、本学建学の精神である。

### 教育および研究
- 学科を参照のこと。

## 沿革
- 1900年
  - 6月 下田歌子による新潟女子工芸学校が設置される[2]。
- 1965年 
  - 1月25日 左記を以て文部省[注 3]より短期大学の設置が認可される[3]。
  - 4月1日 新潟青陵女子短期大学として以下の学科体制にて開学[4]。
    - 被服科 入学定員100名[注 4]
- 1966年
  - 5月1日 学生数[6]/定員
    - 被服科 317[注釈 1]/200
- 1968年
  - 4月1日 以下の学科を増設する[注 5]。
    - 幼児教育科 入学定員50名[注 6]

  - 5月1日 学生数[10]/定員
    - 被服科 264[注釈 1]/200
    - 幼児教育科 148[注釈 1]/50
- 1969年 
  - 4月1日 幼児教育科の入学定員を50→100に増員[注 7]。
- 1970年
  - 5月1日 学生数[13]/定員
    - 被服科 192[注釈 1]/200
    - 幼児教育科 248[注釈 1]/200
- 1972年 
  - 1月28日 専攻科の設置が認められ、以下の課程を設ける[14]。
    - 幼児教育専攻 入学定員10名
    - 被服専攻 入学定員10名
- 1975年 
  - 4月1日 学科及び専攻課程の改称を以下の通り行う。
    - 被服科→服飾美術科[15]
    - 専攻科被服専攻→服飾美術専攻[16]。

  - 5月1日 学生数[17]/定員
    - 服飾美術科 263[注釈 1]/200
    - 幼児教育科 308[注釈 1]/200
- 1985年
  - 5月1日 学生数[18]/定員
    - 服飾美術科 229[注釈 1]/200
    - 幼児教育科 303[注釈 1]/200
- 1986年
  - 5月1日 学生数[19]/定員
    - 服飾美術科 286[注釈 1]/200
    - 幼児教育科 321[注釈 1]/200
- 1987年
  - 5月1日 学生数[20]/定員
    - 服飾美術科 340[注釈 1]/200
    - 幼児教育科 316[注釈 1]/200
- 1992年 
  - 4月1日 学科を以下の通り改称[21]。
    - 服飾美術科→生活文化学科[注 8]
    - 幼児教育科→幼児教育学科

  - 5月1日 学生数[注 9]/定員
    - 生活文化学科 230[注釈 1]/170
      - 服飾美術科 171[注釈 1]/100

    - 幼児教育学科 150[注釈 1]/100
      - 幼児教育科 165[注釈 1]/100
- 1993年
  - 5月1日 学生数[26]/定員
    - 生活文化学科 449[注釈 1]/340
    - 幼児教育学科 280[注釈 1]/200
- 1996年
  - 4月1日 以下の学科を増設する[27]。
    - 福祉心理学科 入学定員100名
    - 国際文化学科 入学定員100名

  - 5月1日 学生数[28]/定員
    - 生活文化学科 428[注釈 1]/340
    - 幼児教育学科 242[注釈 1]/200
    - 福祉心理学科 124[注釈 1]/200
    - 国際文化学科 111[注釈 1]/200
- 1997年
  - 5月1日 学生数[29]/定員
    - 生活文化学科 410[注釈 1]/340
    - 幼児教育学科 239[注釈 1]/200
    - 福祉心理学科 244[注釈 1]/200
    - 国際文化学科 228[注釈 1]/200
- 1999年
  - 4月1日 以下の学科については、この年度で学生募集を最終とする[注 10]。
    - 福祉心理学科[注 11]

  - 5月1日 学生数[33]/定員
    - 生活文化学科 379[注釈 1]/340
    - 幼児教育学科 252[注釈 1]/200
    - 福祉心理学科 245[注釈 1]/200
    - 国際文化学科 229[注釈 1]/200
- 2000年 
  - 4月1日 生活文化学科の入学定員を170→100に減員[注 12]。
- 2003年 
  - 4月1日 以下の学科については、この年度で学生募集を最終とする[注 13]。
    - 国際文化学科[注釈 2]
- 2004年 
  - 4月1日 この年度の入学生より生活文化学科[注釈 2]に国際文化学科を統合し、以下の学科に改組される[35]。
    - 人間総合学科 入学定員200名
- 2008年 
  - 4月1日 幼児教育学科の入学定員を100→130に増員[37]。

## 基礎データ

### 所在地
- 新潟市中央区水道町1丁目5939番地

### 交通アクセス
- JR新潟駅万代口バスターミナル7番線より新潟交通「C2 浜浦町線」利用する。
  - 「C20 浜浦町経由 西部(営) 行」「C21 浜浦町経由 信濃町 行」、「松波町1丁目」バス停下車徒歩約4分。
  - 「C22 なぎさ荘・水族館 行」の場合、「新潟青陵大学前」バス停下車すぐ。
- JR越後線白山駅より、海岸方面へ徒歩15分。

### 象徴
- ホームページほか右記資料も参照のこと[注 14]。

## 教育および研究

### 組織

#### 学科
- 人間総合学科 入学定員200名[1]
- 幼児教育学科 入学定員130名[1]

##### 学科の変遷
- 被服科→服飾美術科→生活文化学科→人間総合学科
- 幼児教育科→幼児教育学科
- 国際文化学科 入学定員100名[注 15]
- 福祉心理学科 入学定員100名[注 16]

#### 専攻科
- 幼児教育専攻 入学定員10名[注釈 3]
- 服飾美術専攻 入学定員10名[注釈 3]

##### 取得資格
資格
- 保育士が幼児教育学科で取得可能である。
- 介護福祉士が人間総合学科の介護福祉コースで取得可能である[注 17]

教職課程
- 幼稚園教諭二種免許状が幼児教育学科で取得可能である。
- 過去に中学校教諭二種免許状（家庭）が生活文化学科[注 18]、社会福祉士受験資格が福祉心理学科、それぞれで取得可能であった[42]。

#### 附属機関
- 図書館の蔵書数はおよそ135,000冊である。

### 研究
- 『新潟青陵女子短期大学研究報告』[48]
- 『新潟青陵大学短期大学部研究報告』[49]

## 学生生活

### 部活動・クラブ活動・サークル活動
- クラブ活動
  - 体育系：弓道・テニス・バスケットボール・バドミントン・バレーボールほか
  - 文化系：茶道・写真・園芸ほか

### 学園祭
- 学園祭は毎年概ね10月に行われる。

## 大学関係者と組織

### 大学関係者
- 上村六郎：初代学長
- 西村智奈美：元非常勤講師
- 菅原陽心:学長

#### 出身者
- 一条もんこ（スパイス料理研究家）
- 大杉りさ（新潟放送ラジオパーソナリティ）

## 施設

### キャンパス
- 1 - 6号館・学生食堂・臨床心理センターなどがある。

## 対外関係

### 協定
- ワシントン大学

### 系列校
- 新潟青陵大学
- 新潟青陵高等学校
- 新潟青陵幼稚園

## 社会性
- 「オープンカレッジ」を開講し、図書館を近隣住民に開放している。

## 進路

### 就職
- 過去、生活文化学科と国際文化学科は、一般企業が大多数であった。
- 人間総合学科介護福祉コースは、介護職が多い。
- 人間総合コースは、一般企業が大多数である。
- 幼児教育学科は、保育士が過半数で、幼稚園教諭は少ない。

### 編入学・進学
- 併設の新潟青陵大学のほか新潟大学・富山大学・駿河台大学・聖徳大学・共立女子大学・武蔵野大学・長岡造形大学・京都橘大学などに実績がある。